# تک-۹
اینتراتک تک-۹، (به انگلیسی: Intratec TEC-9) تک-دی‌سی۹، (به انگلیسی: TEC-DC9) کی‌جی-۹۹، (به انگلیسی: KG-99) یا ای‌بی-۱۰ (به انگلیسی: AB-10) با عکس‌العمل ضربه پیستول نیمه‌خودکار یک اسلحه دستی است. که توسط شرکت اینترتک در، ایالات متحده آمریکا تولید شده‌است. این تفنگ خشابی همانند مسلسل‌های دستی دارد. این تفنگ توسط جورج کالگرن طراحی شده‌است.
این سلاح به دلیل طراحی جذاب و عملکرد منحصربفردش تبدیل به یکی از محبوب ترین سلاح های گنگستر های امریکایی شد.
این سلاح در سری بازی های جی تی ای (grand theft auto) حضور چشمگیری داشته است.